# Dalechampia purpurata
Dalechampia purpurata là một loài thực vật có hoa trong họ Đại kích. Loài này được Cordeiro mô tả khoa học đầu tiên năm 1998.